# Pereiras
Pereiras este un oraș în São Paulo (SP), Brazilia.